# Tuggen
Tuggen és un municipi del cantó de Schwyz, situat al districte de March.

## Història
Segons Walafrid Estrabó els missioners irlandesos Columbà i Gall van arribar a Tuggen al voltant de l'any 610. Van pretendre quedar-s'hi, però van fugir després que Gall hagués cremat un lloc sagrat pagà. Sant Gall és avui en l'escut d'armes del municipi.

## Geografia

Vista aèria de 500 m per Walter Mittelholzer (1923)

Tuggen té una àrea de 13,6 km². D'aquesta àrea, el 62,7% es fa servir per propòsits agrícoles, mentre el 22,1% és bosc. De la resta de la terra, l'11,6% són assentaments (edificis o carreteres) i la resta (3,6%) és no-productiva (rius, glaceres o muntanyes).
El turó Buechberg és localitzat en el municipi.

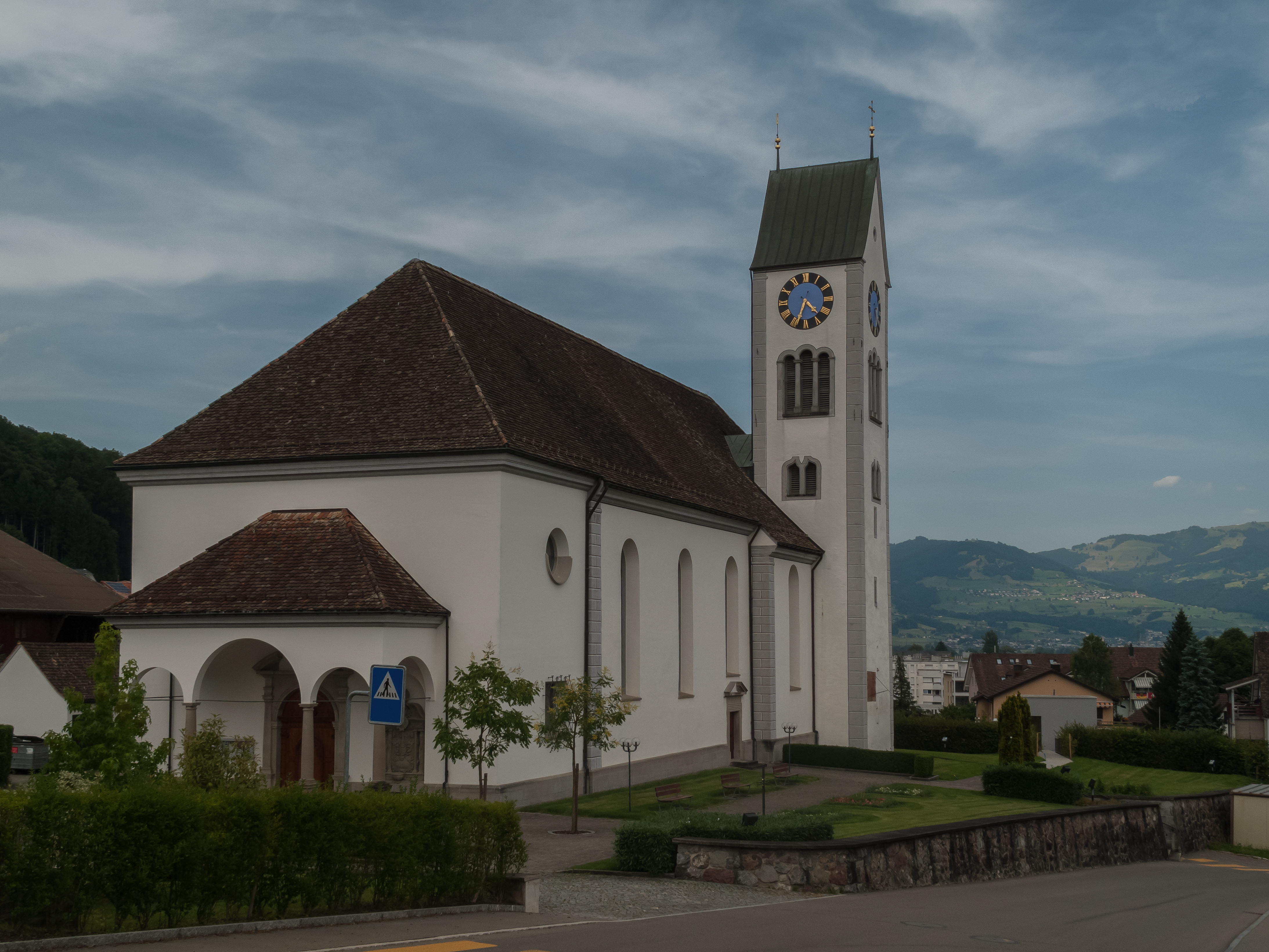
Església: Pfarrkirche Sankt Erhard

L'evolució de la població es veu en la taula següent:
| Any  | Població |
| ---- | -------- |
| 1950 | 1.409    |
| 1960 | 1.551    |
| 1970 | 1.851    |
| 1980 | 1.914    |
| 1985 | 2.044    |
| 1990 | 2.220    |
| 2000 | 2.682    |
| 2005 | 2.671    |
| 2007 | 2.774    |

## Llocs de patrimoni d'importància nacional

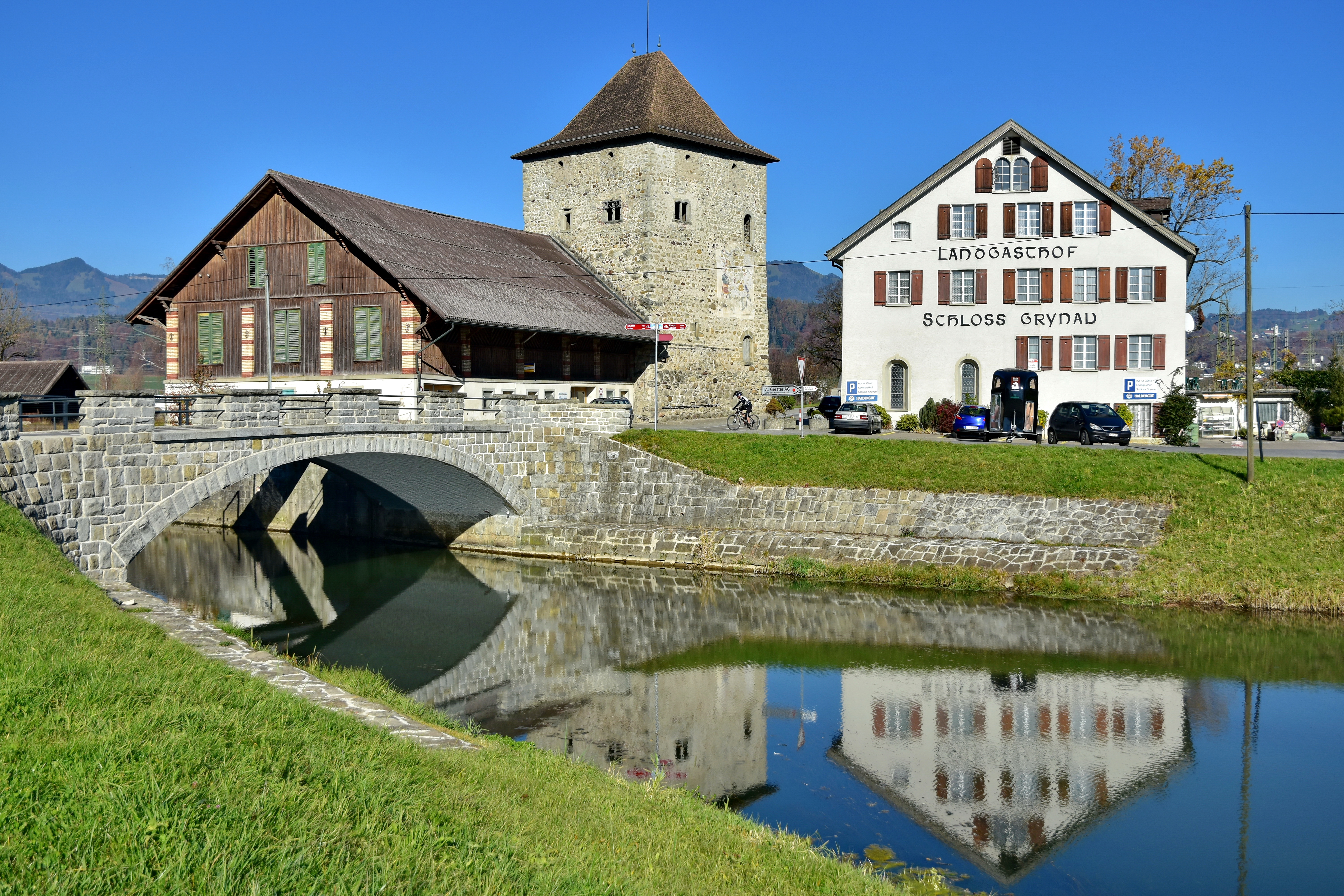
castell Grynau

El castell Grynau i l'històric encreuament de pont sobre el riu Linth són a la llista del patrimoni d'importància nacional.